# شترها باید بروند
شترها باید بروند (به انگلیسی: The Camels Must GO) نام کتابی است از ریدر بولارد، سفیر انگلستان در ایران و کلارمونت اسکراین، مأمور تبعید رضاشاه. نام این کتاب برگرفته از یک ضرب‌المثل انگلیسی است. این ضرب‌المثل در مواقعی بکار می‌رود که کاری بایست الزاماً صورت پذیرد. قرار بود در زمان جنگ جهانی اول، یک کاروان شتر حامل سلاح برای کمک به امیر فیصل اعزام شود. سرگرد انگلیسی خطاب به افسر عرب که مرتباً برای این اعزام بهانه می‌آورد گفت: تو حق داری، امیر فیصل حق دارد، من حق دارم و شترها هم حق دارند، ولی به هرحال… شترها باید بروند!
بولارد اندکی پیش از وقوع جنگ جهانی دوم به سفارت ایران رسید و بسیاری او را تصمیم گیرنده اصلی خلع رضاشاه از سلطنت و جایگزینی محمدرضا پهلوی می‌دانند.
رضاشاه در ژوهانسبورگ آفریقای جنوبیتبعیدشد.